# 羅州 (広東省)
羅州（らしゅう）は、中国にかつて存在した州。南北朝時代から北宋初年にかけて、現在の広東省湛江市北部に設置された。

## 概要
南朝梁のとき、越州を分割して羅州が立てられた。羅州は石竜郡・高興郡・永寧郡の3郡を管轄した。
589年（開皇9年）、隋が南朝陳を滅ぼすと、羅州の属郡である石竜郡と高興郡が廃止され、その属県は羅州に直属するようになった。605年（大業元年）、羅州は廃止され、その属県は高州に移管された。607年（大業3年）に州が廃止されて郡が置かれると、高州は高涼郡と改称された。
622年（武徳5年）、唐により隋の高涼郡石竜県の地に羅州が置かれ、11県を管轄した。623年（武徳6年）、羅州の州治は石城県に移され、旧州治の石竜県に南石州が置かれた。羅州のうち6県が分割されて南石州に転属した。742年（天宝元年）、羅州は招義郡と改称され、石城県は濂江県と改称された。758年（乾元元年）、招義郡は羅州の称にもどされた。羅州は嶺南道の邕管十州に属し、濂江・呉川・零緑・幹水の4県を管轄した。
972年（開宝5年）、北宋により羅州は廃止された。属県の濂江・零緑・幹水の3県は廃止され、呉川県に併合された。呉川県は弁州に移管された。